# Toad Hop (Indiana)
Toad Hop es un lugar designado por el censo ubicado en el condado de Vigo en el estado estadounidense de Indiana. En el Censo de 2010 tenía una población de 108 habitantes y una densidad poblacional de 188,68 personas por km².

## Geografía
Toad Hop se encuentra ubicado en las coordenadas 39°27′24″N 87°27′50″O / 39.45667, -87.46389. Según la Oficina del Censo de los Estados Unidos, Toad Hop tiene una superficie total de 0.57 km², de la cual 0.57 km² corresponden a tierra firme y (0%) 0 km² es agua.

## Demografía
Según el censo de 2010, había 108 personas residiendo en Toad Hop. La densidad de población era de 188,68 hab./km². De los 108 habitantes, Toad Hop estaba compuesto por el 99.07% blancos, el 0% eran afroamericanos, el 0% eran amerindios, el 0% eran asiáticos, el 0% eran isleños del Pacífico, el 0% eran de otras razas y el 0.93% pertenecían a dos o más razas. Del total de la población el 0.93% eran hispanos o latinos de cualquier raza.